# جيني إسبر
جيني إسبر (20 أغسطس 1979 -)، ممثلة وعارضة أزياء سورية.

## عن حياتها
ولدت لأب سوري من أصل أرمني وأم أوكرانية في مدينة دونيتسك شرق أوكرانيا تخرجت من كلية التربية الرياضية بجامعة تشرين اختصاص تغذية وتربية رياضية. عملت بالبداية كعارضة أزياء بدأت كممثلة بعام 2001 خلال فيلم قصير بعنوان رقصة مع الشمس للمخرج نضال دوه جي، واستمرت بالعمل الفني بعد ذلك، كما شاركت في العديد من الإعلانات التجارية لبعض المنتجات على التلفاز من ثم انطلقت للتمثيل في الأعمال التلفزيونية في عدة أدوار منها أدوار ثانوية وأخرى بطولة.

### حياتها الأسرية
في عام 2008 تزوجت من المنتج «عماد محسن ضحيه»، وفي أبريل 2013 أنجبت ابنتها الأولى «ساندي»، وفي أغسطس 2015 اعلنت عن انفصالهما.

## أعمالها

### في السينما
- زائرة المساء (2003)
- حادثة على الطريق (2007)
- ظلال النساء المنسيات (2009)
- بعد منصف الليل (2009) بدور "اسبر"
- الخوافي والقوادم في نصرة الإسلام (2009) بدور "أسماء بنت عميس"

### من المسلسلات
- البيوت أسرار (2002)
- الوصية (2002)
- حكايا المرايا (2002)
- زمان الوصل (2002) بدور "المرأة القشتالي"
- مافي شي (2002)
- حنين (2002)
- مدام دبليو (2002)
- السفينة (2002)
- قطار المسافات القصيرة (2002)
- امرؤ القيس (2002)
- الحجاج (2003) بدور "رباب"
- ربيع قرطبة (2003)
- بنات اكريكوز (2003)
- خبز وملح (مسلسل) (2003)
- يا شاري الهم (2003)
- شهرزاد الحكاية الأخيرة (2003)
- قانون ولكن (2003)
- بهلول الشاعر (2003)
- شهرزاد الحكاية الاخيرة (2004)
- أهل المدينة (2004)
- كل شي ماشي (2005)
- عربيات (2005)
- بكرا أحلى (2005) بدور "كاريس"
- آخر أيام اليمامة (2005)
- الغدر (2005) بدور "فاديا"
- عصفور طيار (2005)
- الشمس تشرق من جديد (2005) بدور "زينب شابه"
- الطريق الوعر (2005)
- حالي حال (2005)
- حاجز الصمت (2005)
- فسحة سماوية (2005) بدور "ياسمين"
- المرابطون والأندلس (2005)
- قيد التحقيق (2005)
- تحولات (2006)
- سقف العالم (2006) بدور "بدراسيل"
- المحروس (2006)
- كحل العيون (2006) بدور "سمر"
- طعم السفرجل (2006)
- مسلسل أسياد المال (2006)
- الزيزفون (2006)
- ممرات ضيقة (2007) بدور "هناء"
- جريمة بلا نهاية (2007)
- من غير ليه (2008)
- وجه العدالة (2008) حلقة الأخطبوط
- قمر بني هاشم (2008) بدور "ضيفة المسلسل - أسماء بنت ابي بكر"
- نساء من البادية (2008)
- عندما تتمرد الأخلاق (2008)
- اسأل روحك (2008)
- بقعة ضوء 6 (2008)
- مواسم الخطر (2008) بدور "هنادي"
- شتاء ساخن (2009) بدور "فريال"
- منمات اجتماعية (2009)
- قاع المدينة (2009) بدور "شيرين"
- على موج البحر (2009)
- صبايا الجزء الأول (2009) بدور "ميديا"
- أبو جانتي (2010) بدور "أم ليلى"
- الزلزال (2010) بدور "كندا"
- تخت شرقي (2010) بدور "لمياء"
- صبايا الحزء الثاني (2010) بدور "ميديا"
- رايات الحق (2010) بدور "ليلى بنت المنهال"
- خيوط في الهواء (2011)
- صبايا الجزء الثالث (2011) بدور "ميديا"
- بقعة ضوء 8 (2011)
- عابد مرمان (2011) بدور "جاكلين"
- تعب المشوار (2011) بدور "سوزان"
- صبايا 4 (2012) بدور "ميديا"
- أبو جانتي 2 (2012)
- رومانتيكا (2012)
- بنات العيلة (2012) بدور "صبا"
- الحلال و الحرام (2013)
- صبايا 5 (2013) بدور "ميديا"
- خواتم (2014)
- بقعة ضوء 10 (2014)
- صبايا 6 (2014) بدور "ميديا"
- بواب الريح (2014) بدور "هدية"
- فارس وخمس عوانس (2015) بدور "فتون"
- فتنة زمانها (2015)
- دنيا 2 (2015) بدور "زينة"
- علاقات خاصة (2015) بدور "استيفاني"
- سبعة 7 (2015) بدور "جلنار"
- الطواريد (2016) بدور "جواهر"
- مذنبون أبرياء (2016)
- وجع الصمت (2016)
- العراب تحت الحزام (2016) بدور "ميس"
- صرخة روح الجزء الثالث (2016)
- خاتون (2016) بدور "درية"
- سليمو وحريمو (2016)
- صرخة روح الجزء الرابع (2016)
- هواجس عابرة (2017) بدور "جي جي"
- خاتون 2 (2017) بدور "درية"
- الرابوص (2017)
- جنون الشهرة (2017)
- أهل الغرام 3 (2017) بدور "سارة"
- بقعة ضوء 13 (2017) بدور "ضيفة شرف"
- حرملك (2019)
- فرصة أخيرة 2018 بدور "نغم"
- يوماً ما (2020) بدور "ماريا"
- ضيوف على الحب (2021) بدور رغد
- لو بعد حين  2022 بدور "خلود"
- جلطة 2022 بدور "مها"
- صبايا 6 ( flix ) بدور "ميديا"
- قط احمر الجزء الرابع 2024

## وصلات خارجية
- جيني إسبر على موقع IMDb (الإنجليزية)
- جيني إسبر على موقع قاعدة بيانات الأفلام العربية